# M.O.L.
M.O.L. — документальный фильм, самостоятельно записанный американской рок-группой Disturbed и выпущенный на DVD в 2002 году. Он показывает жизнь группы во время работы в студии и во время концертов. DVD включает в себя видеоклипы и концертные записи песен из дебютного альбома группы под названием The Sickness. На диске также содержится видео о записи двух других песен, включая видеоклип для демо-версии песни «Perfect Insanity» (которая позже была повторно записана для четвёртого студийного альбома группы) и неальбомную песню «A Welcome Burden» (которая входит в саундтрек к фильму «Дракула-2000»), а также интервью с членами группы.
M.O.L. расшифровывается как «Meaning of Life» (рус. «Смысл жизни») — так называется песня из альбома The Sickness, хотя она и не представлена на этом DVD, за исключением промежуточных глав, где она звучит на заднем плане.

## Содержание
1. Introduction
2. Origin
3. «Want» (Live)
4. Tooth
5. After 11 September
6. Дэн Дониган
7. «Conflict» (Live)
8. Songwriting
9. «Stupify» (Music video)
10. Дэвид Дрейман
11. Wheelchair
12. Майк Венгрен
13. «Fear» (Live)
14. Стив Кмак
15. «Voices» (Music video)
16. Wig
17. «Droppin' Plates» (Live)
18. Fans
19. «Shout 2000» (Live)
20. Groupies
21. «Down with the Sickness» (Music video)
22. Fame
23. «The Game» (Live)

### Специальное издание[3]
1. Photo Shoot
2. «Perfect Insanity»
3. Band Origin
4. Worst Venue
5. In the Studio Part 1
6. In the Studio Part 2
7. «A Welcome Burden»
8. In the Studio Part 3

## Участники
- Дэвид Дрейман — вокал
- Дэн Дониган — гитара
- Стив Кмак — бас-гитара
- Майк Венгрен — ударные